# Zahedan (shahrestan)
Zahedan (persiska: زاهدان), eller Shahrestan-e Zahedan (شهرستان زاهدان), är en delprovins (shahrestan) i Iran. Den ligger i provinsen Sistan och Baluchistan, i den sydöstra delen av landet, och har gräns mot både Afghanistan och Pakistan. Administrativt centrum är staden Zahedan.
Delprovinsen hade 672 580 invånare 2016.